# Kristopher Van Varenberg
Kristopher Van Varenberg (Los Angeles, 20 maggio 1987) è un attore e artista marziale statunitense.

## Biografia
Anche conosciuto con il nome di Kris Van Damme è figlio dell'attore belga Jean-Claude Van Damme. Sua madre è la culturista Gladys Portugues, la terza moglie di Van Damme. Ha recitato, in quasi tutti i suoi film, accanto al padre Jean-Claude Van Damme. Il primo film accreditato fu nell'interpretazione del ruolo del "giovane Chris" in La prova. Successivamente interpretò la parte di Ethan Kristoff, (il figlio di Jean-Claude Van Damme nella parte di Jacques Kristoff) nel film Derailed - Punto d'impatto.

## Filmografia parziale
- I nuovi eroi (Universal Soldier) regia di Roland Emmerich (1992)
- La prova (The Quest) regia di Jean-Claude Van Damme (1996)
- Derailed - Punto d'impatto (Derailed), regia di Bob Misiorowski (2002)
- Universal Soldier: Regeneration regia di John Hyams (2009)
- Frenchy, regia di Jean-Claude Van Damme (2010)
- Assassination Games - Giochi di morte (Assassination Games), regia di Ernie Barbarash (2011)
- Universal Soldier - Il giorno del giudizio (Universal Soldier: Day of Reckoning), regia di John Hyams (2012)
- Philly Kid, regia Jason Connery (2012)
- Gli occhi del dragone (Dragon Eyes), regia di John Hyams (2012)
- 6 Bullets (Six Bullets), regia di Ernie Barbarash (2012)
- Benvenuti nella giungla (Welcome to the Jungle), regia di Rob Meltzer (2013)
- Enemies Closer, regia di Peter Hyams (2013)
- Kill 'em All - Uccidili tutti (Kill 'em All), regia di Peter Malota (2017)
- Black Water, regia di Pasha Patriki (2018)
- Darkness of Man, regia di James Cullen Bressack (2024)

## Doppiatori italiani
Nelle versioni in italiano dei suoi film, Kristopher Van Varenberg è stato doppiato da:
- Marco Vivio in Universal Soldier: Regeneration, Assassination Games
- Luca Mannocci in 6 Bullets